# Liste der Kulturdenkmale in Bad Oldesloe
In der Liste der Kulturdenkmale in Bad Oldesloe sind alle Kulturdenkmale der schleswig-holsteinischen Stadt Bad Oldesloe (Kreis Stormarn) und ihrer Ortsteile aufgelistet (Stand: 16. Juni 2025). Die Bodendenkmale sind in der Liste der Bodendenkmale in Bad Oldesloe aufgeführt.

## Legende
In den Spalten befinden sich folgende Informationen:
- Objekt-ID: die Nummer des Kulturdenkmales
- Lage: die Adresse des Kulturdenkmales und die geographischen Koordinaten. Kartenansicht, um Koordinaten zu setzen. In der Kartenansicht sind Kulturdenkmale ohne Koordinaten mit einem roten Marker dargestellt und können in der Karte gesetzt werden. Kulturdenkmale ohne Bild sind mit einem blauen Marker gekennzeichnet, Kulturdenkmale mit Bild mit einem grünen Marker.
- Offizielle Bezeichnung: Bezeichnung des Kulturdenkmales
- Beschreibung: die Beschreibung des Kulturdenkmales
- Bild: ein Bild des Kulturdenkmales

## Sachgesamtheiten
| Objekt-ID      | Lage                                       | Offizielle Bezeichnung | Beschreibung | Bild                             |
| -------------- | ------------------------------------------ | ---------------------- | --- | -------------------------------- |
| 41127 Wikidata | Kirchberg 8 (53° 48′ 31″ N, 10° 22′ 33″ O) | Peter-Paul-Kirche      | Aktualisierung vorgesehen - Begründung: geschichtlich, künstlerisch, städtebaulich, Kulturlandschaft prägend - Schutzumfang: Peter-Paul-Kirche mit Ausstattung, Kirchhof, Grabmale bis 1870, Lindenkranz, Gedenktafel Rektor J. W. Lensch, Granit-Böschungsmauer | weitere Fotos \| Fotos hochladen |

## Gründenkmale
| Objekt-ID      | Lage                                            | Offizielle Bezeichnung                     | Beschreibung | Bild            |
| -------------- | ----------------------------------------------- | ------------------------------------------ | --- | --------------- |
| 27087 Wikidata | Am Bürgerpark (53° 48′ 41″ N, 10° 22′ 17″ O)    | Abendmahl-Eiche                            | Abendmahl-Eiche; über 150 Jahre alte Eiche am Rand des Exerzierplatzes und Findling mit Inschriftentafel, aufgestellt 1913 zum Gedenken an das 25. Regierungsjubiläums des deutschen Kaiser Wilhelm II. - Schutzumfang: Abendmahl-Eiche, Gedenkstein mit Inschrifttafel - Begründung: Geschichtlich, Städtebaulich | BW              |
| 30916          | Altfresenburg 11 (53° 49′ 19″ N, 10° 21′ 27″ O) | Gutspark                                   | Gutspark Altfresenburg; um 1800; früher Landschaftspark mit altem Burggraben, aufgestaut zum Karpfenteich und einem Teich im Süden, ehemaliger Küchengartenbereich mit Obstwiese - Schutzumfang: Gutspark, Rest des ehem. Burggrabens (Karpfenteich), Teich - Begründung: Geschichtlich, Kulturlandschaftlich      | BW              |
| 476 Wikidata   | Altfresenburg (53° 49′ 22″ N, 10° 21′ 36″ O)    | Gut Altfresenburg: Allee am Gut            | Alteintragung (Aktualisierung vorgesehen) - Begründung: geschichtlich, städtebaulich - Schutzumfang: gesamtes Objekt - Denkmaltyp: Gründenkmal | Fotos hochladen |
| 506 Wikidata   | Bahnhofstraße (53° 48′ 33″ N, 10° 22′ 47″ O)    | Alter Friedhof                             | Alteintragung (Aktualisierung vorgesehen) - Begründung: geschichtlich, städtebaulich - Schutzumfang: Alter Friedhof, Historische Grabmale, Alleenkranz - Denkmaltyp: Gründenkmal | BW              |
| 27157 Wikidata | Kirchberg (53° 48′ 29″ N, 10° 22′ 28″ O)        | Bismarck-Eiche                             | Bismarck-Eiche auf Grünfläche und Gedenkstein mit Inschrift: 'Dem Fürsten Otto von Bismarck errichtet 1.4.1895' - Schutzumfang: Bismarck-Eiche, Grünfläche um Bismarck-Eiche, Bismarck-Gedenkstein - Begründung: Geschichtlich, Städtebaulich                                                                      | BW              |
| 19821 Wikidata | Kirchberg 8 (53° 48′ 30″ N, 10° 22′ 33″ O)      | Kirchhof                                   | Alteintragung (Aktualisierung vorgesehen) - Begründung: geschichtlich, Kulturlandschaft prägend - Schutzumfang: Kirchhof, Grabmale bis 1870, Lindenkranz, Gedenktafel Rektor J. W. Lensch, Granit-Böschungsmauer - Denkmaltyp: Gründenkmal, Sachgesamtheit: Peter-Paul-Kirche                                      | Fotos hochladen |
| 29042 Wikidata | Steinkamp 5 (53° 47′ 11″ N, 10° 25′ 18″ O)      | Obstgarten                                 | Alteintragung (Aktualisierung vorgesehen) - Begründung: geschichtlich, Kulturlandschaft prägend - Schutzumfang: gesamtes Objekt - Denkmaltyp: Gründenkmal | BW              |
| 29043 Wikidata | Steinkamp 5 (53° 47′ 8″ N, 10° 25′ 18″ O)       | ehem. Autobahnauffahrt mit Feldahornhecken | Alteintragung (Aktualisierung vorgesehen) - Begründung: geschichtlich, Kulturlandschaft prägend - Schutzumfang: gesamtes Objekt - Denkmaltyp: Gründenkmal | BW              |

## Sonstige Denkmale
| Objekt-ID    | Lage                                   | Offizielle Bezeichnung | Beschreibung | Bild            |
| ------------ | -------------------------------------- | ---------------------- | --- | --------------- |
| 507 Wikidata | Kurpark (53° 48′ 23″ N, 10° 22′ 34″ O) | Badewanne              | Beschreibung laut Tafel: „Badewanne. 1813 Aus dem eröffneten Sol-, Moor- und Schwefelbad Je sieben Badewannen befanden sich in zwei durch einen Säulengang miteinander verbundenen Badepavillon mit achteckigem Grundriss. Baudenkmal“ Alteintragung (Aktualisierung vorgesehen) - Begründung: geschichtlich - Schutzumfang: Alteintragung (Aktualisierung vorgesehen) - Denkmaltyp: Sonstiges Denkmal | Fotos hochladen |

## Ehemalige Kulturdenkmale
| Objekt-ID    | Lage                                          | Offizielle Bezeichnung | Beschreibung | Bild            |
| ------------ | --------------------------------------------- | ---------------------- | --- | --------------- |
| 529 Wikidata | Königstraße 21 (53° 48′ 29″ N, 10° 22′ 16″ O) | Alte Mädchenschule     | Beschreibung laut angebrachter Tafel: „Anfang 19. Jahrhundert als groß-bürgerliches Wohnhaus erbaut Zweigeschossiger, fünfachsiger Backsteinbau von 1867–1909 war in diesem Gebäude die ‚Winter’sche höhere Töchterschule‘ untergebracht, Vorläufer der Königin-Luise-Schule (Realschule)“ | Fotos hochladen |